# Mihnea Motoc
Mihnea Ioan Motoc (Bucarest, 11 novembre 1966) è un diplomatico e politico rumeno, attuale ambasciatore della Romania all'Unione europea.
Motoc è un diplomatico sin dai primi anni novanta, quando ha ricoperto la carica di ministro degli esteri della Romania (letterale: ministro degli affari esteri). Per una buona parte degli anni 90 Motoc spese del tempo ricoprendo diversi incarichi di governo del suo paese. Raggiunse le Nazioni Unite nel 2003, dove passò 5 anni lavorando come rappresentante permanente della Romania.
Nel 2008 lasciò le Nazioni Unite per diventare il rappresentante permanente della Romania nell'Unione Europea. Motoc ha studiato legge all'università di Bucarest dal 1984 al 1989. In seguito continuò gli studi per ottenere il Certificato di studi post laurea in Legge internazionale privata all'università di Nizza nel 1991 e una laurea magistrale in Public International and Comparative Law alla George Washington University un anno dopo. È sposato con l'avvocato Iulia Motoc con la quale ha un figlio, Luca-Minhea.

## Onorificenze
- Comandante, ordine nazionale al merito
- presidente della National Security Authority
- presidente del team di negoziazione Romeno con la NATO
- negoziati condotti nell'ambito delle Nazioni Unite, del Consiglio d'Europa, OSCE, Unione Europea, e neighboring treaties (don't know what neighboring treaties are)
- membro del comitato interministeriale permanente per l'integrazione Europea
- supervisore per "acquis communautaire" sulla Politica Comune Estera e di Sicurezza
- presidente della Commissione Interministeriale per l'adesione della Romania alla NATO
- coordinatore nazionale del patto di stabilità per il sud est Europa
- membro della "International Humanitarian Fact Finding Commission"
- vicepresidente del Consiglio Esecutivo dell'Organizzazione per la proibizione delle armi chimiche